# Dominique Parodi
Pour les autres membres de la famille, voir famille Parodi.
Ne doit pas être confondu avec Dominique-Alexandre Parodi.
Pour les articles homonymes, voir Parodi.
Dominique Parodi est un philosophe français, membre de l'Institut né à Gênes en 1870 et mort à Paris en 1955.

## Biographie
Dominique Hippolyte Tite Marius Parodi est né à Gênes en Italie le 2 mai 1870. Il est le fils de Dominique-Alexandre Parodi, auteur dramatique, et de Vittoria d'Aste. À sa majorité, il choisit la nationalité française.
Il effectue ses études secondaires au lycée Condorcet où il est l'élève d'Alphonse Darlu.
Reçu à l'École normale supérieure, il y est élève de 1890 à 1893, il y côtoie entre autres Élie Halévy, le philosophe Alain et Léon Blum. Il obtient l'agrégation de philosophie en 1893.
Professeur de philosophie, Dominique Parodi enseigne d'abord au lycée de Rodez, de 1893 à 1893, puis au lycée de Limoges de 1897 à 1899. Il effectue un remplacement au lycée Lakanal en 1899-1900, est ensuite en poste au lycée de Bordeaux de 1902 à 1905, puis à Paris aux lycées Saint-Louis et Henri-IV en 1905-1906, au lycée Charlemagne de 1906 à 1909, au lycée Michelet de 1909 à 1912, au lycée Condorcet de 1912 à 1917.
Pendant la Première Guerre mondiale, il est mobilisé dans les services auxiliaires, attaché au Consulat de France à Vintimille puis chargé de mission en Italie.
Inspecteur de l'académie de Paris à partir de 1917, Il est nommé en juillet 1919 inspecteur général de l'Instruction publique, inspecteur général de l'enseignement du second degré, puis de l'Éducation nationale, jusqu'en 1938,.
Parodi écrit de nombreux articles pour divers recueils, traduit les œuvres choisies de Berkeley qu'il publie en 1895. Il fait paraître ses propres premiers ouvrages en 1909 et 1910 : Traditionalisme et démocratie, puis Le Problème moral et la pensée contemporaine. Il dirige la Revue de métaphysique et de morale.
Il est membre de l'Académie des sciences morales et politiques.
Il meurt le 12 novembre 1955 à Paris 15e,.

## Hommages
- Commandeur de la Légion d'honneur, 1938[2].
- Membre de l'Institut en tant que membre de l'Académie des sciences morales et politiques[4].

## Œuvres
- Traditionalisme et démocratie, Colin, 1909
- Le Problème moral et la pensée contemporaine, Alcan, 1910
- La Philosophie contemporaine en France : essai de classification des doctrines, Alcan, 1919
- Les Bases psychologiques de la vie morale, Alcan, 1928
- Du Positivisme à l'idéalisme, études critiques, Vrin, 1930
- En quête d'une philosophie : La conduite humaine et les valeurs idéales, Alcan, 1939
- Le Problème politique et la démocratie, PUF, 1945